# Allopaa barmoachensis
Allopaa barmoachensis är en groddjursart som först beskrevs av Muhammad Sharif Khan och Rashida Tasnim 1989.  Allopaa barmoachensis ingår i släktet Allopaa och familjen Dicroglossidae. Inga underarter finns listade i Catalogue of Life.